# Charlie Cosnier
Charlie Cosnier (ur. 7 stycznia 1980 w Sélestat) – francuski snowboardzista. Zajął 23. miejsce w gigancie równoległym na igrzyskach w Salt Lake City. Na mistrzostwach świata jego najlepszym wynikiem jest 8. miejsce w gigancie i gigancie równoległym na mistrzostwach w Berchtesgaden oraz w slalomie równoległym na mistrzostwach w Whistler. Najlepsze wyniki w Pucharze Świata osiągnął w sezonie 1999/2000, kiedy to zajął 25. miejsce w klasyfikacji generalnej. Jest mistrzem świata juniorów w gigancie z 1998 r. i gigancie równoległym z 1999 r. oraz brązowym medalistą w gigancie z 1997 r.
W 2006 r. zakończył karierę.

## Sukcesy

### Igrzyska olimpijskie
| Miejsce | Dzień     | Rok  | Miejscowość    | Konkurencja       | Zwycięzca      |
| ------- | --------- | ---- | -------------- | ----------------- | -------------- |
| 23.     | 15 lutego | 2002 | Salt Lake City | Gigant równoległy | Philipp Schoch |

### Mistrzostwa Świata
| Miejsce | Dzień       | Rok  | Miejscowość          | Konkurencja       | Zwycięzca           |
| ------- | ----------- | ---- | -------------------- | ----------------- | ------------------- |
| 12.     | 22 stycznia | 1997 | San Candido          | Gigant            | Thomas Prugger      |
| 30.     | 25 stycznia | 1997 | San Candido          | Slalom równoległy | Mike Jacoby         |
| 8.      | 13 stycznia | 1999 | Berchtesgaden        | Gigant            | Markus Ebner        |
| 8.      | 14 stycznia | 1999 | Berchtesgaden        | Gigant równoległy | Richard Richardsson |
| DNF     | 15 stycznia | 1999 | Berchtesgaden        | Slalom równoległy | Nicolas Huet        |
| 15.     | 22 stycznia | 2001 | Madonna di Campiglio | Gigant            | Jasey-Jay Anderson  |
| 22.     | 26 stycznia | 2001 | Madonna di Campiglio | Slalom równoległy | Gilles Jaquet       |
| 18.     | 13 stycznia | 2003 | Kreischberg          | Gigant równoległy | Dejan Košir         |
| DNF     | 14 stycznia | 2003 | Kreischberg          | Slalom równoległy | Siegfried Grabner   |
| 14.     | 18 stycznia | 2005 | Whistler             | Gigant równoległy | Jasey-Jay Anderson  |
| 8.      | 19 stycznia | 2005 | Whistler             | Slalom równoległy | Jasey-Jay Anderson  |

### Puchar Świata

#### Miejsca w klasyfikacji generalnej
- 1995/1996 - 31.
- 1996/1997 - 30.
- 1997/1998 - 29.
- 1998/1999 - 28.
- 1999/2000 - 25.
- 2000/2001 - 55.
- 2001/2002 - -
- 2002/2003 - -
- 2003/2004 - -
- 2004/2005 - -
- 2005/2006 - 120.

#### Miejsca na podium
1. Olang – 28 lutego 1997 (Gigant) - 2. miejsce
2. Bardonecchia – 8 marca 1997 (Gigant) - 3. miejsce
3. Mont-Sainte-Anne – 30 stycznia 1999 (Gigant) - 1. miejsce
4. Zell am See – 4 grudnia 1999 (Gigant równoległy) - 1. miejsce
5. Ruka – 15 marca 2001 (Slalom równoległy) - 2. miejsce